# Sacrilege
«Sacrilege» — первый сингл с четвёртого студийного альбома Mosquito группы Yeah Yeah Yeahs, ставший доступным для цифровой загрузки 25 февраля 2013 года. Песня была записана в студии Sonic Ranch в Торнилло, Техас, и спродюсирована Дэвидом Энрю Ситеком, гитаристом группы TV on the Radio, и английским музыкальным продюсером Ником Лоне.

## Выступления
Группа появилась в программе «Вечернее шоу с Дэвидом Леттерманом» 5 апреля 2013 года, где исполнила «Sacrilege» в сопровождении госпел-хора Broadway Inspirational Voices.

## Отзывы
«Sacrilege» получила звание «лучшая новая музыка» на сайте Pitchfork 26 февраля 2013 года.

## Музыкальный клип
Клип на песню, срежиссированный Megaforce, был представлен 26 марта 2013 года. В клипе снялась британская модель Лили Коул. Видео состоит из хронологически обратной последовательности событий, исходя из которой становится понятным их обоснованность. Участники Yeah Yeah Yeahs в клипе не появляются.

## Список дорожек
| №  | Название    | Длительность |
| -- | ----------- | ------------ |
| 1. | «Sacrilege» | 3:50         |

| №  | Название                       | Длительность |
| -- | ------------------------------ | ------------ |
| 1. | «Sacrilege»                    | 3:50         |
| 2. | «Mosquito» (Live from Area 52) | 3:24         |

## Чарты
| Чарт                        | Высшая позиция |
| --------------------------- | -------------- |
| UK Singles Chart            | 172            |
| Billboard Alternative Songs | 33             |
| Billboard Rock Songs        | 49             |